# Hans Mertsch
Hans Mertsch (* 15. April 1927 in Berlin; † 8. Februar 2011 ebenda) war ein Berliner SPD-Politiker.

## Ausbildung und Beruf
Hans Mertsch besuchte das Gymnasium, anschließend machte er eine kaufmännische Lehre. Im Zweiten Weltkrieg musste er ab 1944 seinen Wehrdienst ableisten, nach der Kriegsgefangenschaft trat er ab 1946 eine Verwaltungslehre im Bezirksamt Wedding an. Berufsbegleitend studierte er in der Deutschen Hochschule für Politik. Mertsch war zuletzt stellvertretender Abteilungsleiter im Rudolf-Virchow-Krankenhaus.
Mertsch war zuerst Mitglied des FDGB und Gründungsmitglied der UGO, dann aber Mitglied der Gewerkschaft ÖTV und der Arbeiterwohlfahrt.

## Familie
Hans Mertsch war verheiratet und hatte zwei Kinder.

## Politik
Nach dem Krieg wurde Hans Mertsch sehr schnell Kreisvorsitzender der Weddinger Falken. Daraufhin trat er auch 1946 in die SPD ein. In vielen Funktionen arbeitete er in der SPD. Im April 1971 wurde er Mitglied des Abgeordnetenhauses von Berlin, auch als Weddinger Direktkandidat. Überwiegend beschäftigte er sich mit der Gesundheitspolitik und war Vorsitzender des Ausschusses für Gesundheit und Umweltschutz. 1985 schied er aus dem Parlament aus.
Acht Jahre lang wirkte Mertsch als Richter am Arbeitsgericht Berlin.